# Cuneko Okazaki
Cuneko Okazaki (岡崎 恒子, Okazaki Cuneko, * 7. června 1933) je japonská průkopnice v oblasti molekulární biologie, známá svou prací na replikaci DNA. Konkrétně spolu se svým manželem Reidžim Okazakim objevila tzv. Okazakiho fragmenty. Po tomto objevu Cuneko Okazaki působila i nadále v akademickém světě a přispěla k dalším pokrokům v oblasti výzkumu DNA.

## Dětství a vzdělání
Cuneko Okazaki se narodila v Nagoji, hlavním městě japonské prefektury Aiči, v roce 1933. Navštěvovala střední školu Asahigaoka v téže prefektuře. Studovala biologii na School of Science Nagojské univerzity. V roce 1956 v této instituci dokončila doktorát. V témže roce potkala svého manžela Reidžiho Okazakiho. Roku 1956 se také vzali a brzy poté spojili svůj výzkum a své laboratoře.

## Objev Okazakiho fragmentů
Zpočátku se Cuneko a Reidži Okazakiovi zabývali studiem syntézy DNA a specifických vlastností nukleotidů v žabích vajíčkách a ježovkách. Tato práce vedla k objevení rhamnóza-thymidindifosfátu, monosacharidu spojeného s nukleotidem. Tento objev jim pak otevřel dveře k práci ve Spojených státech. Pracovali na Washingtonské univerzitě a na Stanfordově univerzitě v laboratořích J. L. Stromingera a Arthura Kornberga, kde měli k dispozici více zdrojů k dalšímu vědeckému bádání. Po mnoha letech výzkumu v USA i Japonsku zveřejnili Cuneko a Reidži v roce 1968 v PNAS svůj průlomový objev Okazakiho fragmentů. Reidži Okazaki zemřel v roce 1975 na leukémii v důsledku atomového výbuchu v Hirošimě. Po jeho smrti pokračovala Cuneko ve výzkumu, zabývala se strukturou RNA primerů spojených s Okazakiho fragmenty.